# 朗維爾 (德克薩斯州)
朗維尤（英語：Longview）是一個位於美國德克薩斯州格雷格縣的城市。根據2010年美國人口普查，該地共人口80455人，而該地的面積約為144.50平方千米。同時該地也是格雷格縣的縣治。

## 地理
朗維尤的座標為32°30′33″N 94°45′14″W / 32.50917°N 94.75389°W，而該地的平均海拔高度為113米（即371英尺）。